# اصطلاحات جغرافیایی در هرمزگان
اصطلاحات جغرافیایی بکاررفته در گویش‌های فارسی استان هرمزگان در جنوب ایران. بسیاری از این اصطلاحات در ناحیه لارستان استان فارس نیز کاربرد دارند. 
- نرگ
- درواه (دره)
- گلویه رودخانه
- خُر
- سرگرد
- تال: تخته‌سنگ بزرگ
- چک
- تُنب: تپه

## منبع
- محمدیان، کوخردی، محمد ،  «شهرستان بستک و بخش کوخرد» ، ج۱. چاپ اول، دبی: سال انتشار ۲۰۰۵ میلادی.